# Le Gui

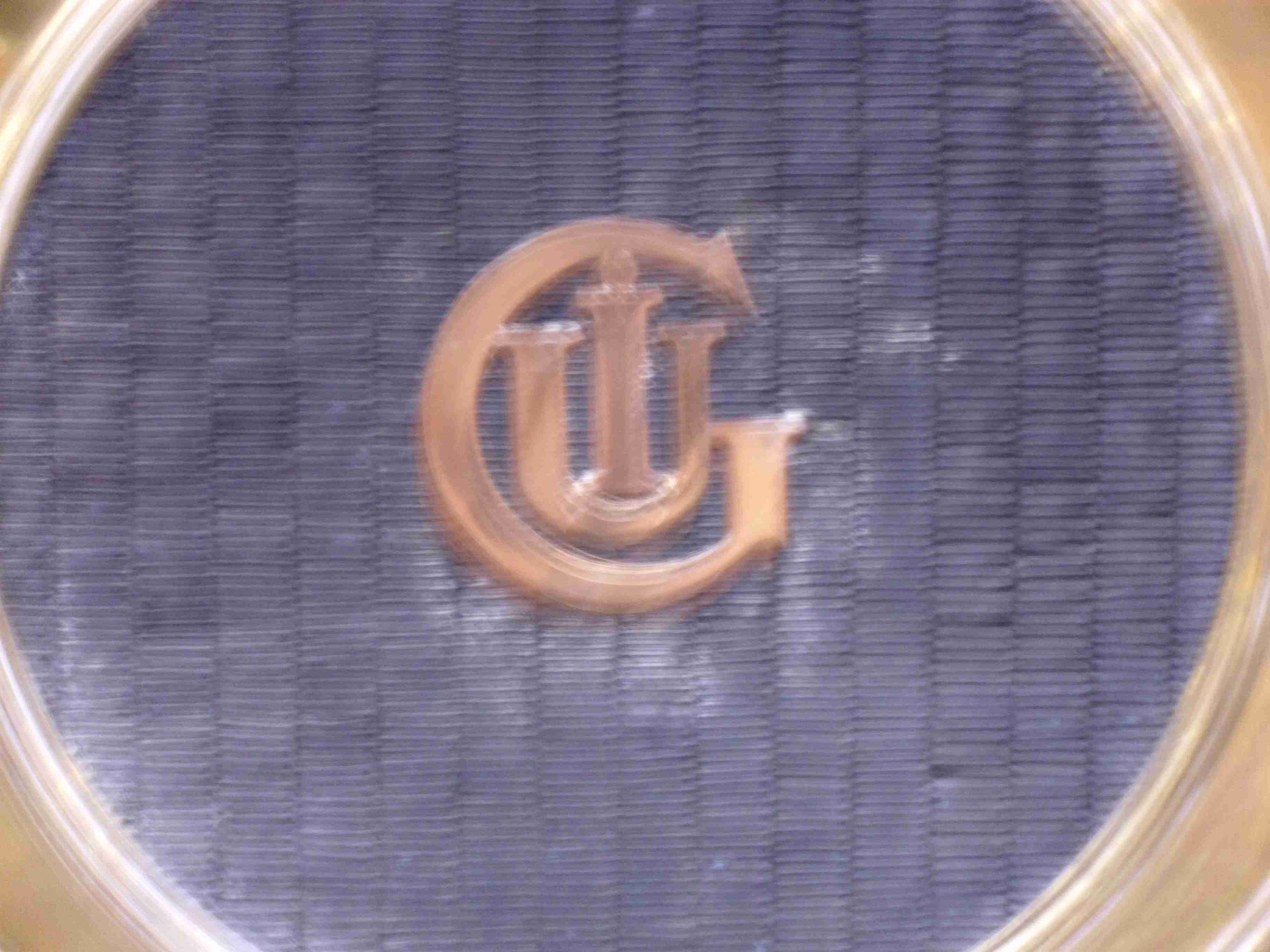
Emblem

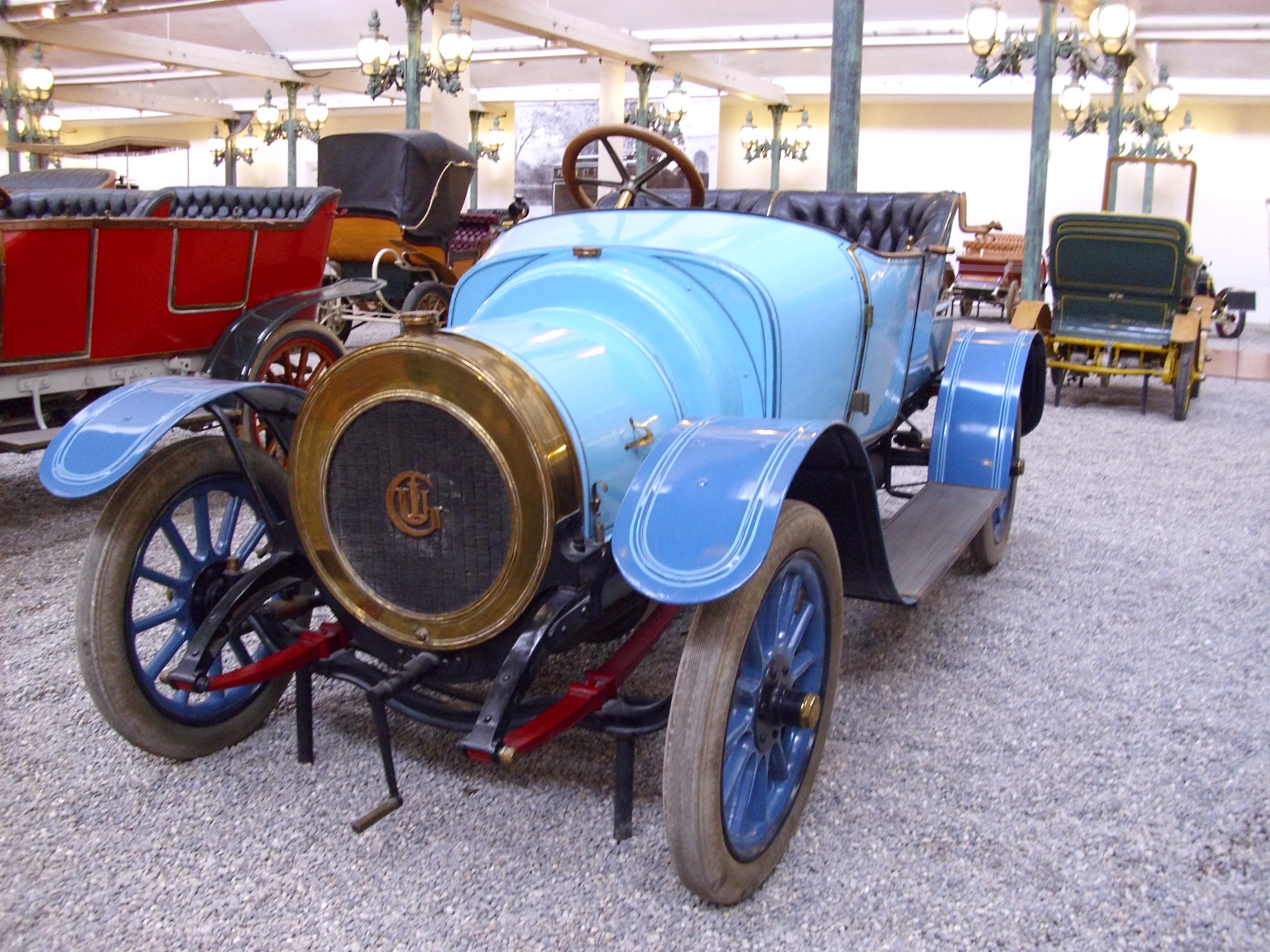
Le Gui von 1913 in der Cité de l’Automobile – Musée National – Collection Schlumpf

Le Gui war eine französische Automarke.

## Unternehmensgeschichte
Das Unternehmen E. Nicholas & Cie in Courbevoie übernahm 1909 den Automobilhersteller Guy und verwendete fortan den Markennamen Le Gui. 1916 endete die Produktion.

## Fahrzeuge
Die ersten Modelle entsprachen den Vierzylindermodellen von Guy, mit 1800 cm³, 2000 cm³, 3100 cm³ und 5500 cm³ Hubraum, die neben anderen mit Motoren von Barriquand & Marre ausgestattet waren. Der 10 HP von 1909 hatte einen Vierzylindermotor mit 1302 cm³ Hubraum mit einer Bohrung von 72 mm und einem Hub von 80 mm. Die Höchstgeschwindigkeit lag bei 60 km/h. Der Verbrauch war mit 10 Liter auf 100 km angegeben. Der Radstand betrug 2180 mm und die Spurweite 1280 mm. Die Reifengröße betrug 700 × 85. Das Getriebe hatte 4 Gänge. Außerdem gab es ab 1909 das Modell Ten sowie den 15 CV mit einem Einbaumotor von Chapuis-Dornier. 1912 folgte ein Modell mit 2100 cm³ Hubraum und 1913 ein Vierzylindermodell mit 3632 cm³ Hubraum, beide mit Motoren von Chapuis-Dornier.
Der 10 CV hatte 2120 cm³ Hubraum mit 75 mm Bohrung und 120 mm Hub, der 12CV hatte 2650 cm³ Hubraum mit 75 mm Bohrung und 150 mm Hub und der 15 CV hatte 3631 cm³ Hubraum mit 85 mm Bohrung und 160 mm Hub.
Ein Fahrzeug dieser Marke ist in der Cité de l’Automobile in Mülhausen zu besichtigen, ein anderes steht im Aviodrome in Lelystad.